# Корухо (футбольный клуб)
«Корухо» (галис. и исп. Coruxo FC) — галисийский футбольный клуб из города Виго, в провинции Понтеведра, в автономном сообществе Галисия. Клуб основан в 1930 году, домашние матчи проводит на стадионе «Кампо до Вао», вмещающем 1 200 зрителей. В Примере и Сегунде команда никогда не выступала, лучшим результатом является 8-е место в Сегунда B в сезоне 2014/15.

## Сезоны по дивизионам
- Сегунда B — 6 сезонов
- Терсера — 23 сезона
- Региональная лига — 57 сезонов